# Lea Nassar
Lea Nassar (ur. 19 września 1995) – libańska narciarka alpejska, srebrna i brązowa medalistka mistrzostw Libanu, odpowiednio z 2011 i 2013 roku.
Nassar jeszcze nie wystartowała na zimowych igrzyskach olimpijskich.
Nassar raz brała udział na mistrzostwach świata. Najlepszym jej miejscem w zawodach tej rangi jest 89. miejsce w slalomie na Mistrzostwach Świata 2013 w Schladming.
Nassar nigdy nie wystartowała w zawodach Pucharu Świata.

## Osiągnięcia

### Mistrzostwa świata
| Mistrzostwa     | Konkurencja | Czas    | Wynik | Zwycięzca        |
| --------------- | ----------- | ------- | ----- | ---------------- |
| Schladming 2013 | Gigant      | -       | DNF1  | Tessa Worley     |
| Schladming 2013 | Slalom      | 1:13.52 | 89.   | Mikaela Shiffrin |